# CAF Civity
De CAF Civity is een familie van regionale passagierstreinen, gemaakt door de Spaanse fabrikant Construcciones y Auxiliar de Ferrocarriles (CAF). De Civity, leverbaar als diesel-, elektrisch- of batterij-elektrisch treinstel, werd voor het eerst gelanceerd in 2010 en twee jaar later werd de eerste bestelling geplaatst.
Anno 2023 waren er 251 Civity-treinstellen gebouwd en daarnaast 261 besteld. Het Verenigd Koninkrijk was toen de grootste bestemming, met 216 bestelde treinstellen.

## Varianten
De Civity is een modulair platform dat qua aandrijving verkrijgbaar is in vier varianten: diesel, dieselelektrisch, elektrisch en bi-mode. De meeste enkeldeks-varianten van de Civity, met uitzondering van de Civity UK en NSW, hebben jacobsdraaistellen en een lage vloer.
De vloerhoogte kan 600 mm of 800 mm zijn.
De treinstellen kunnen 2 tot 8 wagens lang zijn.
CAF biedt volgende bouwvarianten aan:

### Civity UK
Dit is een variant voor Groot-Brittannië (smaller profiel en andere eisen).

### Civity XL
Dit is een variant met grotere passagierscapaciteit per rijtuig.

### Civity Nordic
Dit is een variant voor extreme kou.

### Civity Duo
Civity Duo is de dubbeldeks-variant. De buitenste rijtuigen zijn enkeldeks.
De DDNG van de NS was de eerste bestelling voor de Civity Duo.

### Aandrijving

#### Diesel
Anno 2024 is de dieselversie enkel besteld door vervoerders in het Verenigd Koninkrijk, met twee, drie of vier rijtuigen en een maximumsnelheid van 160 km/h.

#### Elektrisch
De elektrische variant kan werken op een spanning van 1500 V of 3000 V gelijkstroom, of 15 kV of 25 kV wisselstroom. Anno 2024 zijn versies besteld met drie, vier of vijf rijtuigen, die snelheden tussen 120 en 200 km/h kunnen halen.

## België
In maart 2025 werd CAF de voorkeursaanbieder van de NMBS bij haar aanbesteding voor de MR30, gecombineerde enkel/dubbeldekstreinen met samen maximaal 170.000 zitplaatsen, deels als batterijtrein. De voorgestelde familie is de CAF Civity / Civity Duo.

## Nederland

### Sprinter Nieuwe Generatie
In december 2014 maakte de NS de bestelling van 118 sprintertreinstellen CAF Civity bekend. Ze worden vanaf 2018 als SNG ingezet op het Nederlandse spoornet. Eind 2018 werd een aanvullende bestelling van 88 treinstellen gedaan, waarvan de laatste eind 2023 in dienst kwam.

### MerwedeLingelijn
In maart 2024 maakte Qbuzz de aankoop bekend van 10 Civity-treinstellen voor de MerwedeLingelijn. Deze stellen zullen eind 2027 in gebruik worden genomen.

### Dubbeldekker Nieuwe Generatie
In augustus 2022 werd bekend dat CAF de aanbesteding voor de DDNG van de NS had gewonnen met de Civity Duo, de eerste dubbeldekker van het Civity-platform. Het contract omvat 60 dubbeldekkers met 4 en 6 rijtuigen, met optie om uit te breiden naar 80.000 zitplaatsen en materieel voor het buitenland.

## Vlootgegevens
| Reeks                         | Foto      | Vervoerder                                     | Type           | Aantal    | Bakken    | Gebouwd   |           |           |
| Nederland                     | Nederland | Nederland                                      | Nederland      | Nederland | Nederland | Nederland | Nederland | Nederland |
| ----------------------------- | --------- | ---------------------------------------------- | -------------- | --------- | --------- | --------- | --------- | --------- |
| SNG                           |           | NS                                             | EMU            | 118       | 3         | 2018-2023 |           |           |
| SNG                           | 88        | NS                                             | EMU            | 4         |           | 2018-2023 |           |           |
|                               |           | Qbuzz MerwedeLingelijn                         | EMU            | 10        |           |           |           |           |
| Dubbeldekker Nieuwe Generatie |           | NS                                             | Civity Duo EMU | 30        | 4         |           |           |           |
| Dubbeldekker Nieuwe Generatie |           | NS                                             | Civity Duo EMU | 30        | 6         |           |           |           |
| Duitsland                     |           |                                                |                |           |           |           |           |           |
|                               |           | (Niederrhein-Münsterland-Netz)                 | BEMU           | 60        |           | 2021–     |           |           |
| Italië                        |           |                                                |                |           |           |           |           |           |
| ETR 452                       |           | Ferrotramviaria                                | EMU            | 5         | 4         | 2014–15   |           |           |
| ETR 563                       |           | Trenitalia                                     | EMU            | 8         | 5         | 2012–13   |           |           |
| ETR 564                       |           | Trenitalia                                     | EMU            | 4         | 5         | 2014      |           |           |
| Verenigd Koninkrijk           |           |                                                |                |           |           |           |           |           |
| Class 195                     |           | Northern Trains                                | DMU            | 25        | 2         | 2017–2020 |           |           |
| Class 195                     | 33        | Northern Trains                                | DMU            | 3         |           | 2017–2020 |           |           |
| Class 196                     |           | West Midlands Trains                           | DMU            | 12        | 2         | 2019–2022 |           |           |
| Class 196                     | 14        | West Midlands Trains                           | DMU            | 4         |           | 2019–2022 |           |           |
| Class 197                     |           | Transport for Wales                            | DMU            | 51        | 2         | 2020–     |           |           |
| Class 197                     | 26        | Transport for Wales                            | DMU            | 3         |           | 2020–     |           |           |
| Class 331                     |           | Northern Trains                                | EMU            | 3         | 31        | 2017–2020 |           |           |
| Class 331                     | 12        | Northern Trains                                | EMU            | 4         |           | 2017–2020 |           |           |
| Class 397 Nova 2              |           | TransPennine Express                           | EMU            | 12        | 5         | 2017–2019 |           |           |
| Class 897                     |           | London North Eastern Railway                   | TMU            | 10        | 10        | onbekend  |           |           |
| Australië                     |           |                                                |                |           |           |           |           |           |
| R set                         |           | NSW TrainLink                                  | BMU            | 19        | 3         | 2023–     |           |           |
| R set                         | 10        | NSW TrainLink                                  | BMU            | 6         |           | 2023–     |           |           |
| Montenegro                    |           |                                                |                |           |           |           |           |           |
| 6111                          |           | Željeznički prevoz Crne Gore                   | EMU            | 3         | 3         | 2013      |           |           |
| Mexico                        |           |                                                |                |           |           |           |           |           |
|                               |           | Tren Interurbano México-Toluca "El Insurgente" | EMU            | 30        | 5         | 2016-2020 |           |           |